# Pierre Pettigrew
Pour les articles homonymes, voir Pettigrew.
Pierre Stewart Pettigrew, né le 18 avril 1951 à Québec, est un homme politique canadien, député de la circonscription fédérale de Papineau de 1996 à 2006, et plusieurs fois ministre au gouvernement du Canada.

## Biographie

### Carrière politique
Diplômé de philosophie de l'UQTR, après le référendum de 1995, le Premier ministre Jean Chrétien cherche à augmenter sa délégation québécoise au cabinet. Il y nomme Pettigrew et Stéphane Dion avant qu'ils ne soient élus au Parlement.  
Il a été ministre du Commerce international, de la Santé et des Affaires intergouvernementales avant d'être nommé ministre des Affaires étrangères.  
Il est reconnu sur la scène politique québécoise comme un ardent défenseur du fédéralisme canadien, refusant au Québec une certaine autonomie sur la scène de la politique internationale. Il est impliqué dans l'affaire Option Canada.
Le 28 décembre 2005, en pleine campagne électorale, il est attaqué dans le métro de Montréal à la station Côte-Vertu .

### Après la politique
Pierre Pettigrew est défait dans sa circonscription par la bloquiste Vivian Barbot le 23 janvier 2006.
Depuis, il a rejoint la banque d'affaires Forbes and Manhattan en tant que conseiller, avant d'intégrer, également en tant que conseiller, la junior pétrolière Vast Exploration. Avec l'aide du général Jay M. Garner, du général Ron Hite et du colonel Richard Dick Naab, tous conseillers de Vast Exploration aux côtés de Pierre Pettigrew, la société obtiendra une licence d'exploration le 20 mai 2008.

## Citations
- « On veut éviter aux Québécois de coucher dans la niche à chien. Nous, nous invitons les Québécois à être dans la maison avec les maîtres de la maison. »[2]
- « C’était une soirée-hommage à des losers. Un loser après l’autre. Et c’était le soir de l’élection du prochain loser. »[3]